# Ludvig Gude
Ludvig Jacob Mendel Gude, född den 23 april 1820 i Rude vid Holsteinborg, död den 26 maj 1895 i Roskilde, var en dansk präst. 
Gude blev student 1837, candidatus theologiae 1844, studerade och informerade i Köpenhamn med tanken på en lärarpost vid universitetet, men blev 1848 på privat initiativ kallad till sognepræst för Hunseby under Knuthenborg på Lolland. År 1866 blev han förflyttad till Roskilde som domprost och sognepræst vid domkyrkan samt prost för Sømme och Voldborgs härader, vilket ämbete han innehade till sin död. 
Som student slöt han sig till Martensen, och livet igenom var han dennes mest trofaste lärjunge, och det var Martensens önskan att se Gude som sin efterträdare på Själlands biskopsstol. Gudes stil och den mystika grundtonen i hans författarskap är ett vidareförande av det Martensenska, men en del av det, som hos mästaren var liv, blev hos lärjungen form. 
Gudes huvudverk handlar om "Den hellige Nadver" (I 1874–II 1887), för vars första del han blev doctor theologiae 1874. Gude var en betydande predikant, hans tryckta predikningar vittnar såväl om ett djupt inträngande i ämnet och teologisk förståelse som om ett stort herradöme över formen. Från 1875 till sin död var han censor vid teologisk ämbetsexamen, och flera gånger var han ordförande för Roskilde Præstekonvent.